# Старе-Поле (станция)
Старе-Поле (пол. Stare Pole) — железнодорожная станция в селе Старе-Поле в гмине Старе-Поле, в Поморском воеводстве Польши. Имеет 2 платформы и 3 пути.
Станция была построена на железнодорожной линии Мариенбург — Кёнигсберг (Мальборк — Калининград) в 1852 году, когда эта территория была в составе Королевства Пруссия.